# Andriej Lewanidow
Andriej Jakowlewicz Lewanidow (ros. Андрей Яковлевич Леванидов, ur. 1747, zm. 26 lutego 1802), rosyjski generał porucznik kawalerii. 
W okresie od 3 grudnia 1796 do 8 września 1797 szef siewierskiego pułku dragonów. Walczył w wojnie rosyjsko-tureckiej 1768-1774. Odznaczony Orderem Świętego Jerzego IV klasy (1775). W czasie wojny polsko-rosyjskiej 1792 dowodzący jednym z korpusów.
W 1793 odznaczony Orderem Orła Białego.